# Droit de vote des femmes au Royaume-Uni

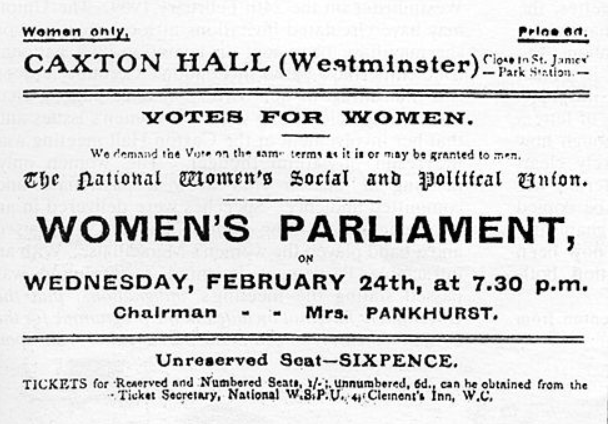
Tract pour la réunions du « Parlement des femmes » du 24 février 1909.

Le Women's suffrage in the United Kingdom est un mouvement de lutte pour le droit de vote des femmes  au Royaume-Uni. Il finit par faire entendre ses revendications après la promulgation de deux lois en 1918 et 1928. Il devient un mouvement national durant l'époque victorienne. Les femmes n'étaient pas expressément interdites de voter en Grande-Bretagne avant le Reform Act 1832 et le Municipal Corporations Act 1835. En 1872, la lutte pour le suffrage féminin devient un mouvement national avec la création de la National Society for Women's Suffrage et plus tard de la National Union of Women's Suffrage Societies (NUWSS). De même qu'en Angleterre, les mouvements de suffrage féminin au Pays de Galles, en Écosse et dans d'autres régions du Royaume-Uni prennent de l'ampleur. Ces mouvements réussissent à changer l'opinion publique en faveur du suffrage féminin en 1906. C'est à ce moment que commence la campagne militante avec la formation de la Women's Social and Political Union (WSPU).
Le déclenchement de la Première Guerre mondiale le 4 août 1914 entraîna la suspension des activités des partis politiques, y compris les campagnes des suffragettes. En 1918, le gouvernement de la coalition adopte le Representation of the People Act 1918, accordant ainsi le droit de vote à tous les hommes de plus de 21 ans, ainsi qu'à toutes les femmes de plus de 30 ans qui remplissaient les conditions minimales de propriété. Cette loi fut la première à inclure presque tous les hommes adultes dans le système politique et à commencer l'inclusion des femmes, étendant le droit de vote à 5,6 millions d'hommes  et 8,4 millions de femmes. En 1928, le gouvernement conservateur a adopté la loi sur la représentation du peuple (franchise égale) qui étend le droit de vote à toutes les personnes de plus de 21 ans.
Emmeline Pankhurst, figure clé du mouvement du droit de vote des femmes grâce à la médiatisation intense de ce mouvement, a fondé et dirigé la Women's Social and Political Union, une organisation axée sur l'action directe pour remporter le droit de vote, aux côtés de ses deux filles, Christabel et Sylvia. Son mari, Richard Pankhurst, soutenait également le vote féminin. En effet, il fut l'auteur du premier projet de loi britannique sur le suffrage féminin et des lois sur les biens des femmes mariées en 1870 et 1882. Après la mort de son mari, Emmeline passa au premier plan de la bataille du droit de vote. Avec ses deux filles, Christabel Pankhurst et Sylvia Pankhurst, elle rejoint le National Union of Women's Suffrage Societies (NUWSS) fondée par Millicent Fawcett. Forte de son expérience avec cette organisation, Emmeline a fondé la Women's Franchise League en 1889 et la Women's Social and Political Union (WSPU) en 1903. Frustrée par des années d'inactivité du gouvernement et de ses fausses promesses, la WSPU prit une position militante, si influente qu'elle fut importée dans les luttes pour le droit de vote du monde entier, notamment par Alice Paul aux États-Unis.
La Women's Freedom League est fondée en 1907 par des suffragettes dissidentes de la WSPU. Néanmoins les deux mouvements mènent des protestations communes dont celle des Chambres du Parlement britannique du 28 octobre 1908. Deux militantes, Muriel Matters et Helen Fox, s'enchaînent à la grille de la galerie des dames et elles proclament haut et fort les avantages de l'émancipation directement devant les députés.
Après de nombreuses années de lutte, les femmes obtinrent finalement le droit de vote.